# Ezzat Nashashibi
Ezzat Nashashibi (* 20. Januar 1964 in Wuppertal) ist ein deutsch-palästinensischer Komponist. Er lebt und lehrt als Komponist und (vor allem improvisierender) Musiker in Bremen.

## Musikalischer Werdegang
Nach frühzeitigem Klavier-, Blockflöten- und Musiktheorieunterricht in Berlin studierte er Komposition an der Hochschule für Künste Bremen bei Younghi Pagh-Paan und David Kosviner, Klavier bei Luciano Ortis und Klaus Sterbies und Elektronische Musik bei Georg Bönn.
Er komponiert für diverse Musik-Ensembles und Theater, begleitet regelmäßig Stummfilme (City 46) und lehrt unter anderem an der Universität Bremen und der Hochschule für Künste Bremen.

## Musik
Nashashibis Kompositionen lassen sich grob in die Bereiche Neue Musik und Verbundene Musik einordnen.
Seine Neue-Musik-Kompositionen enthalten häufig Momente der Selbstorganisation oder der Eigenzeit, basieren (wie zuerst RETE I 1997) auf körperlichen oder (wie zuerst TREND 1998) auf sozialen Prozessen oder thematisieren das kammermusikalische Zusammenspiel. Dafür verwendet er Mikrotonale Modi, aber auch Geräusche, Sprache, konkrete Klangfarben und Elektronisches Zuspiel.
Meist enthalten die Stücke Entscheidungsspielräume für die ausführenden Musiker. Ästhetisch rücken sie dadurch vielleicht am ehesten in die Nähe der radikal-konstruktivistischen Wissenschaftstheorie.
Nashashibis Arbeit im Bereich der Verbundenen Musik – also Musik für / mit Filmen oder verschiedenen Theatern – manifestiert sich nicht nur in vielseitigen Kompositionsstilen, sondern auch in einer umfangreichen Tätigkeit als Stummfilmbegleiter.
Preise und Auszeichnungen erhielt er u. a. beim Internationalen Kompositionswettbewerb für Klaviermusik für Kinder in Berlin 1992 und beim Bremer Komponistenwettbewerb 1998.